# Cristo tra i dottori (Luini)
Cristo tra i dottori è un dipinto a olio su tavola (72,4x85,7 cm) di Bernardino Luini, databile al 1515-1530 circa e conservato nella National Gallery a Londra.

## Descrizione e stile
L'opera ritrae il passo evangelico di Luca (2, 41) in cui Cristo dodicenne viene ritrovato dai genitori nel Tempio di Gerusalemme mentre dibatte sulle Sacre Scritture con i teologi, stupendoli per la sua sapienza. Del soggetto esisteva una celebre redazione di Dürer, che innescò una certa popolarità del dipinto in area veneziana e di cui chiese una copia anche Isabella d'Este a Leonardo, opera mai eseguita ma di cui forse esistevano dei disegni, ai quali si ispirano forse il Luini, Cima da Conegliano e altri. In questi lavori infatti Cristo sta spiegando in mezzo ai dottori con un vivace gesticolare, mentre con la mano destra girata verso il dorso alza due dita, come a organizzare il suo discorso in due punti fondamentali e con la sinistra tocca il primo dito come a cominciare la sua dissertazione.
La versione di Luini in particolare mostra stringenti vicinanze con Leonardo anche nel gruppo dei quattro dottori, dai volti ai limiti del caricaturale, derivati da una celebre serie di studi del maestro. Non a caso infatti in passato l'opera fu assegnata a Leonardo, anche per il morbido chiaroscuro che abbraccia le figure, emergenti dallo sfondo scuro. Lo stesso tipo fisico di Cristo, dal volto giovane ed efebico, con i capelli lunghi, ricorda i ritratti dei giovani allievi che Leonardo era solito inserire nelle sue teste di santi, come il Caprotti. Rispetto al maestro però, il Luini accentuò la vivacità dei colori, facendosi influenzare dai maestri veneti, con l'accesa veste rosata di Cristo e quelle dei dottori, in cui si possono cogliere echi anche dei santi barbuti alla Giovanni Bellini. Ricco è l'incrociarsi di sguardi tra i dottori, ma senza un preciso baricentro, che esprime bene lo smarrimento di essi davanti alla conoscenza di Gesù, il quale appare sicuro di sé indirizzando uno sguardo diretto allo spettatore.
Dell'opera esistono altre versioni, alcune anche di qualità.